# Doctor Who (sèrie 4)
|  | Aquest article tracta sobre la sèrie de 2008. Si cerqueu la temporada de 1966-1967, vegeu «Doctor Who (temporada 4)». |

La quarta sèrie de televisió britànica de ciència-ficció Doctor Who va començar el 25 de desembre de 2007 amb l'especial de Nadal "El viatge dels maleïts". Després de l'especial es va emetre una sèrie regular de tretze episodis, a partir de "Còmplices", el 5 d'abril de 2008 i que acaba amb "El final del viatge  ". "Còmplices" van marcar el debut de Donna Noble, interpretada per Catherine Tate, com a companya a temps complet del Desè Doctor.

## Llista d'episodis
| Núm. d'història | Episodi | Títol                                          | Directors         | Guionistes        | Data d'estrena al Regne Unit | Data d'estrena a Catalunya |
| --- | ------- | ---------------------------------------------- | ----------------- | ----------------- | ---------------------------- | -------------------------- |
| 189 | 1       | Còmplices Partners in Crime                    | James Strong      | Russell T Davies  | 5 d'abril del 2008           | 4 de gener del 2011        |
| La Donna Noble està decidida a tornar a trobar el Doctor, encara que per aconseguir-ho hagi de desafiar la malèfica senyora Foster i tot el seu equip de col·laboradors de les Indústries Adipose. Però, davant de l'amenaça alienígena, serà capaç de trobar el seu Senyor del Temps abans que sigui massa tard?                                                                                               |         |                                                |                   |                   |                              |                            |
| |         |                                                |                   |                   |                              |                            |
| 190 | 2       | El foc de Pompeia The Fires of Pompeii         | Colin Teague      | James Moran       | 12 d'abril del 2008          | 4 de gener del 2011        |
| La Donna Noble i el Doctor fan un salt en el temps per anar a l'antiga Roma, a l'any 79 dC, però, quan arriben a Pompeia descobreixen que uns poders psíquics i unes bèsties de pedra estan a punt d'arrasar-ho tot. Els dos viatgers del temps es troben davant d'un gran repte: es pot canviar el que ja ha passat a la història? O han de deixar que mori tothom?                                            |         |                                                |                   |                   |                              |                            |
| |         |                                                |                   |                   |                              |                            |
| 191 | 3       | El planeta dels Oods Planet of the Ood         | Graeme Harper     | Keith Temple      | 19 d'abril del 2008          | 11 de gener del 2011       |
| El Doctor s'emporta per primera vegada la Donna a un altre planeta habitat per alienígenes, els Oods. Aviat, a l'Oodesfera descobriran, entre molt secretisme, que a l'any 4126 el Segon Gran i Abundós Imperi Humà s'estén per tres galàxies i per culpa de l'escalfament global i les inundacions estan a punt de quedar-se sense aire.                                                                       |         |                                                |                   |                   |                              |                            |
| |         |                                                |                   |                   |                              |                            |
| 192a | 4       | L'estratagema Sontaran The Sontaran Satratagem | Douglas Mackinnon | Helen Raynor      | 26 d'abril del 2008          | 11 de gener del 2011       |
| La Martha Jones torna a fer venir el Doctor a la Terra, al temps actual, on els espera un enemic que sempre mira a la cara, el general Staal, de la desena flota de combat sontaran, conegut com Staal l'Invencible i amb la missió de dominar la Terra. La Donna aviat descobrirà que els dispositius Atmos poden posar en perill fins i tot la seva família.                                                  |         |                                                |                   |                   |                              |                            |
| |         |                                                |                   |                   |                              |                            |
| 192b | 5       | El cel verinós The Poison Sky                  | Douglas Mackinnon | Helen Raynor      | 3 de maig del 2008           | 18 de gener del 2011       |
| Després de descobrir que els dispositius Atmos que estan instal·lats a milions de cotxes arreu del planeta desprenen gas tòxic, l'estat d'emergència mundial és un fet. Els sontarans han activat el seu pla per dominar la Terra i ha quedat clar que a Unit hi ha un traïdor. A les portes d'una guerra interplanetària, el Doctor ha d'entrar en acció per salvar la Martha, la Donna i tota la raça humana. |         |                                                |                   |                   |                              |                            |
| |         |                                                |                   |                   |                              |                            |
| 193 | 6       | La filla del Doctor The Doctor's Daughter      | Alice Troughton   | Stephen Greenhorn | 10 de maig del 2008          | 18 de gener del 2011       |
| El Doctor coneix la dona més important de la seva vida a Messaline, un planeta molt llunyà amb una superfície perillosa i que està en guerra des de fa molts anys amb els Haths. L'amenaça de genocidi del general Cobb i el segrest de la Martha per part dels Haths, fan que el doctor encara hagi d'afrontar un repte més gran: trobar la pau amb la seva filla.                                             |         |                                                |                   |                   |                              |                            |
| |         |                                                |                   |                   |                              |                            |
| 194 | 7       | L'unicorn i la vespa The Unicorn and the Wesp  | Graeme Harper     | Gareth Roberts    | 17 de maig del 2008          | 25 de gener del 2011       |
| El Doctor i la Donna apareixen l'any 1926, el dia abans que l'Agatha Christie va desaparèixer durant 10 dies. En un sopar a casa de Lady Clemency Eddison, el Doctor i la Donna uniran forces amb la famosa novel·lista per trobar "un cadàver a la biblioteca", descobrir uns còctels enverinats i treure l'entrellat del misteri de la vespiforma, natural de la galàxia de Silfrax.                          |         |                                                |                   |                   |                              |                            |
| |         |                                                |                   |                   |                              |                            |
| 195a | 8       | Silenci a la biblioteca Silence in the Library | Euros Lyn         | Steven Moffat     | 31 de maig del 2008          | 25 de gener del 2011       |
| Ara fa 100 anys, la biblioteca més gran de tot l'univers va quedar tancada amb un únic missatge codificat que deia: "Compteu les ombres". Ara tot fa pensar que les ombres tornen a fer de les seves. El Doctor i la Donna hauran de desemmascarar la veritat que s'amaga darrere dels Nodes i de l'horripilant Fantasma de les Dades per descobrir el secret de la biblioteca.                                 |         |                                                |                   |                   |                              |                            |
| |         |                                                |                   |                   |                              |                            |
| 195b | 9       | El bosc dels morts Forest of the Dead          | Euros Lyn         | Steven Moffat     | 7 de juny del 2008           | 1 de febrer del 2011       |
| A mesura que les ombres alimenten el misteri de la biblioteca, el doctor fa una aliança amb la misteriosa River Song. Ara, l'únic que no està gens clar és si hi ha algú que sigui capaç d'aturar els Vashta Nerada. Què és real? I què no ho és? Mentre el Doctor descobreix secrets i revelacions del seu propi futur, els Nodes intenten acabar amb la Donna.                                                |         |                                                |                   |                   |                              |                            |
| |         |                                                |                   |                   |                              |                            |
| 196 | 10      | Mitjanit Midnight                              | Alice Troughton   | Russell T Davies  | 14 de juny del 2008          | 1 de febrer del 2011       |
| El Doctor s'ha quedat sol, atrapat, indefens i totalment aterrit al planeta Mitjanit, un Palau de l'Oci on no hi ha res que hi pugui sobreviure. L'única que sembla que està al corrent dels misteris que se succeeixen és una dona que es diu Sky, però aviat les paranoies es convertiran en una cacera de bruixes i la solució serà fer un sacrifici...                                                      |         |                                                |                   |                   |                              |                            |
| |         |                                                |                   |                   |                              |                            |
| 197 | 11      | Giri a l'esquerra Turn Left                    | Graeme Harper     | Russell T Davies  | 21 de juny del 2008          | 8 de febrer del 2011       |
| Al planeta Shan Shen, una vident li llegeix el futur a la Donna i li fa un repàs de tot el seu passat. Aviat tot el seu món s'enfonsarà, però davant de l'aparent desaparició del Doctor, haurà de confiar en una noia rossa que ve d'un univers paral·lel i que assegura que ella és la dona més important de tota la història de la creació.                                                                  |         |                                                |                   |                   |                              |                            |
| |         |                                                |                   |                   |                              |                            |
| 198a | 12      | La terra robada The Stolen Earth               | Graeme Harper     | Russell T Davies  | 28 de juny del 2008          | 8 de febrer del 2011       |
| El fet que la Rose Tyler pugui passar d'un món paral·lel a un altre és que els murs de l'univers s'estan ensorrant, i això vol dir que perilla tot. Serà capaç de vèncer el nou imperi dels Dàleks, el Doctor, amb el seu exèrcit secret? La guerra ha començat i aviat el Doctor i la Donna hauran de desafiar la Llei de l'Ombra per saber la veritat.                                                        |         |                                                |                   |                   |                              |                            |
| |         |                                                |                   |                   |                              |                            |
| 198b | 13      | El final del viatge Journey's End              | Graeme Harper     | Russell T Davies  | 5 de juliol del 2008         | 15 de febrer del 2011      |
| Els Dàleks han posat en marxa el seu pla definitiu i l'univers sencer corre perill. El Doctor no hi pot fer res per aturar-los, i ara fins i tot s'han apoderat del Tardis. L'única esperança que queda és l'exèrcit secret del Doctor, però quan uneixen forces per enfrontar-se al propi Davros, la profecia assegura que un d'ells haurà de morir.                                                           |         |                                                |                   |                   |                              |                            |
| |         |                                                |                   |                   |                              |                            |